# Pekkila Möllerswärd
Carl Henrik (Pekkila) Möllerswärd, född 8 april 1894 i Uppsala, död 1 december 1974 i Uppsala domkyrkoförsamling, var en svensk tecknare, målare och skulptör.
Möllerswärd studerade teckning för akademiritmästaren Carl Gustaf Holmgren 1909 och skulptural konst för Sven Boberg och Gustaf Malmquist 1910–1912 samt vid Althins målarskola i Stockholm 1911–1912 dessutom studerade han privat för Bruno Liljefors. Separat ställde han ur med målningar 1916 och han medverkade i samlingsutställningar arrangerade av Uplands konstförening. Som tecknare medverkade han i några Stockholms- och Uppsala tidningar dessutom utförde han illustrationsuppdrag för veckopressen. Hans konst består av stilleben och landskapsskildringar utförda i olja eller pastell samt porträttreliefer i brons eller gips. Möllerswärd är representerad vid Uppsala universitetsbibliotek.
Han var son till redaktören Carl Gottfrid Möllerswärd och Anna Maria Augusta Malmerfelt samt från 1932 gift med Jenny Mathilda Martinsdotter (1891–1950) och bror till Lindorm Möllerswärd.
Makarna Möllerswärd är begravda på Uppsala gamla kyrkogård.